# Liberal (Kansas)
Liberal es una ciudad ubicada en el condado de Seward en el estado estadounidense de Kansas. En el año 2010 tenía una población de 20.525 habitantes y una densidad poblacional de 707,76 personas por km².

## Geografía
Liberal se encuentra ubicada en las coordenadas 37°2′36″N 100°55′41″O / 37.04333, -100.92806 (37.043418, -100.928133).

## Demografía
Según la Oficina del Censo en 2000 los ingresos medios por hogar en la localidad eran de $36,482 y los ingresos medios por familia eran $41,134. Los hombres tenían unos ingresos medios de $29,315 frente a los $22,017 para las mujeres. La renta per cápita para la localidad era de $15,108. Alrededor del 17.7% de la población estaban por debajo del umbral de pobreza.